# Proceratophrys vielliardi
Proceratophrys vielliardi es una especie de anfibio anuro de la familia Odontophrynidae.

## Distribución geográfica
Esta especie es endémica del municipio de Caldas Novas en el estado de Goiás en Brasil. 
Se encuentra a 990 m sobre el nivel del mar.

## Etimología
Esta especie lleva el nombre en honor a Jacques Vielliard.

## Publicación original
- Martins & Giaretta, 2011 : A new species of Proceratophrys Miranda-Ribeiro (Amphibia: Anura: Cycloramphidae) from central Brazil. Zootaxa, n.º 2880, p. 41–50[3]